# NRIP1
NRIP1 (англ. Nuclear receptor interacting protein 1), також відомий як рецептор-взаємодіючий білок 140 (англ. receptor-interacting protein 140, RIP140) – білок, який кодується однойменним геном, розташованим у людей на довгому плечі 21-ї хромосоми. Довжина поліпептидного ланцюга білка становить 1 158 амінокислот, а молекулярна маса — 126 942.
Кодований геном білок за функціями належить до активаторів, фосфопротеїнів. 
Задіяний у таких біологічних процесах, як регуляція транскрипції, біологічні ритми, ацетилювання. 
Локалізований у ядрі.
| 10         |  | 20         |  | 30         |  | 40         |  | 50         |
| ---------- |  | ---------- |  | ---------- |  | ---------- |  | ---------- |
| MTHGEELGSD |  | VHQDSIVLTY |  | LEGLLMHQAA |  | GGSGTAVDKK |  | SAGHNEEDQN |
| FNISGSAFPT |  | CQSNGPVLNT |  | HTYQGSGMLH |  | LKKARLLQSS |  | EDWNAAKRKR |
| LSDSIMNLNV |  | KKEALLAGMV |  | DSVPKGKQDS |  | TLLASLLQSF |  | SSRLQTVALS |
| QQIRQSLKEQ |  | GYALSHDSLK |  | VEKDLRCYGV |  | ASSHLKTLLK |  | KSKVKDQKPD |
| TNLPDVTKNL |  | IRDRFAESPH |  | HVGQSGTKVM |  | SEPLSCAARL |  | QAVASMVEKR |
| ASPATSPKPS |  | VACSQLALLL |  | SSEAHLQQYS |  | REHALKTQNA |  | NQAASERLAA |
| MARLQENGQK |  | DVGSYQLPKG |  | MSSHLNGQAR |  | TSSSKLMASK |  | SSATVFQNPM |
| GIIPSSPKNA |  | GYKNSLERNN |  | IKQAANNSLL |  | LHLLKSQTIP |  | KPMNGHSHSE |
| RGSIFEESST |  | PTTIDEYSDN |  | NPSFTDDSSG |  | DESSYSNCVP |  | IDLSCKHRTE |
| KSESDQPVSL |  | DNFTQSLLNT |  | WDPKVPDVDI |  | KEDQDTSKNS |  | KLNSHQKVTL |
| LQLLLGHKNE |  | ENVEKNTSPQ |  | GVHNDVSKFN |  | TQNYARTSVI |  | ESPSTNRTTP |
| VSTPPLLTSS |  | KAGSPINLSQ |  | HSLVIKWNSP |  | PYVCSTQSEK |  | LTNTASNHSM |
| DLTKSKDPPG |  | EKPAQNEGAQ |  | NSATFSASKL |  | LQNLAQCGMQ |  | SSMSVEEQRP |
| SKQLLTGNTD |  | KPIGMIDRLN |  | SPLLSNKTNA |  | VEENKAFSSQ |  | PTGPEPGLSG |
| SEIENLLERR |  | TVLQLLLGNP |  | NKGKSEKKEK |  | TPLRDESTQE |  | HSERALSEQI |
| LMVKIKSEPC |  | DDLQIPNTNV |  | HLSHDAKSAP |  | FLGMAPAVQR |  | SAPALPVSED |
| FKSEPVSPQD |  | FSFSKNGLLS |  | RLLRQNQDSY |  | LADDSDRSHR |  | NNEMALLESK |
| NLCMVPKKRK |  | LYTEPLENPF |  | KKMKNNIVDA |  | ANNHSAPEVL |  | YGSLLNQEEL |
| KFSRNDLEFK |  | YPAGHGSASE |  | SEHRSWARES |  | KSFNVLKQLL |  | LSENCVRDLS |
| PHRSNSVADS |  | KKKGHKNNVT |  | NSKPEFSISS |  | LNGLMYSSTQ |  | PSSCMDNRTF |
| SYPGVVKTPV |  | SPTFPEHLGC |  | AGSRPESGLL |  | NGCSMPSEKG |  | PIKWVITDAE |
| KNEYEKDSPR |  | LTKTNPILYY |  | MLQKGGNSVT |  | SRETQDKDIW |  | REASSAESVS |
| QVTAKEELLP |  | TAETKASFFN |  | LRSPYNSHMG |  | NNASRPHSAN |  | GEVYGLLGSV |
| LTIKKESE   |  |            |  |            |  |            |  |            |

A: Аланін

C: Цистеїн

D: Аспарагінова кислота

E: Глутамінова кислота

F: Фенілаланін

G: Гліцин

H: Гістидин

I: Ізолейцин

K: Лізин

L: Лейцин

M: Метіонін

N: Аспарагін

P: Пролін

Q: Глутамін

R: Аргінін

S: Серин

T: Треонін

V: Валін

W: Триптофан

## Функції
NRIP1 є ядерним білком, який специфічно впливає на гормон-залежну активацію домену AF2 ядерних рецепторів. Відомий також як RIP140, цей білок є ключовим регулятором, який модулює активність транскрипції різноманітних факторів транскрипції, в тому числі рецептора естрогену.
RIP140 грає важливу роль в регуляції ліпідного та вуглеводного обміну, а також регулює експресію генів в метаболічних тканинах, в тому числі серці, скелетних м'язах і печінці. RIP140 відіграє велику роль в жировій тканині, блокуючи експресію генів, що беруть участь в дисипації енергії і роз'єднання фосфорилювання і окиснення на мембранах мітохондрій, в тому числі термогеніну і карнітин-пальмитоїлтрансферази I.
Естроген-зв'язуючий рецептор α може активувати RIP140 під час адипогенезу, шляхом безпосереднього зв'язування з елементом рецептора естрогену/елементом ERR і опосередковано за допомогою зв'язування Sp1 з проксимальним промотором.
RIP140 пригнічує експресію мітохондріальних білків субодиниці B сукцинатдегідрогеназного комплексу та CoxVb і діє як негативний регулятор захоплення глюкози у мишей.

## Нокаутні дослідження
Нокаутні миші, в яких повністю відсутня молекула RIP140, худі та залишаються нежирними, навіть на багатому раціоні.
Нокаутні миші (самки) також є безплідними, тому що вони не в змозі овулювати. Недостатність овуляції у цих мишей обумовлена відсутністю росту купчастих клітин (розширення купчастості) і змінену експресію різних генів, в тому числі амфірегуліну в оваріальних фолікулах.

## Клінічне значення
RIP140 залучений до пухлинної кахексії.
Рівні експресії RIP140 в різних тканинах змінюється в процесі старіння у мишей, що передбачає зміни в метаболічній функції. RIP140 бере участь в деяких процесах захворювання людини. При патологічному ожирінні, спостерігаються негативний регулятивний вплив на рівні RIP140 в вісцеральній жировій тканині. При раку молочної залози, RIP140 бере участь в регуляції E2F1, онкогену, який відрізняє просвітний і базальний типи пухлин. RIP140 впливає на фенотип раку і прогноз. Крім того, RIP140 відіграє роль в запаленні, так як він діє як коактиватор для NF-κB/RelA-залежної експресії генів цитокінів. Нестача RIP140 призводить до пригнічення прозапальних шляхів в макрофагах.

## Взаємодії
Для NRIP1 було показано взаємодію з:
- AHR,[25]
- CTBP1[26][27]
- CTBP2,[26][28]
- DAX1,[29]
- Гістондеацетилаза-5,[26]
- NR1B1,[30][31][32]
- NR2B1,[31][32]
- NR3A1,[4][32][33]
- NR3C1,[34][35][36]
- NR5A1,[29][37]
- YWHAQ.[34]